# احمدرضا شجاعی
سید احمدرضا شجاعی متولد ۱۳۵۹ در تهران است. وی فارغ‌التحصیل رشته روانشناسی عمومی است. او در یک سال در شش کار سینمایی عکاس بوده‌است که از این حیث در تاریخ سینمای ایران رکورددار است.

## عکاس
- لس آنجلس تهران (۱۳۹۶)
- سمفونی نهم ۱۳۹۶
- استیگمات (فیلم) (۱۳۹۶)
- خرگیوش (۱۳۹۵)
- حریم شخصی (فیلم) (۱۳۹۵)
- خانه کاغذی (۱۳۹۵)
- خفه‌گی (فیلم ۱۳۹۶) (۱۳۹۵)
- سه بیگانه (۱۳۹۵)
- سوفی و دیوانه (۱۳۹۵)
- آشوب (فیلم ۱۳۹۴)
- نیمه شب اتفاق افتاد (۱۳۹۴)
- پی ۲۲ (۱۳۹۳)
- یحیی سکوت نکرد (۱۳۹۳)
- خانوم (فیلم) (۱۳۹۲)
- خواب‌زده‌ها  (۱۳۹۲)
- ساکن خانه چوبی (۱۳۹۱)
- اخلاقتو خوب کن (۱۳۸۹)
- زنان ونوسی، مردان مریخی (فیلم) (۱۳۸۹)
- ۳ درجه تب (۱۳۸۹)
- سوت پایان (۱۳۸۹)
- بیداری رؤیاها (۱۳۸۸)
- زیگزاگ (۱۳۸۸)
- سن پطرزبورگ (فیلم) (۱۳۸۸)
- پسر تهرونی (۱۳۸۷)
- یک اشتباه کوچولو (۱۳۸۷)

## مدیر هنری
- زیگزاگ (۱۳۸۸)

## طراحی پوستر
- سنتوری (کارگردان: داریوش مهرجویی)
- نقاب (کارگردان: کاظم راست گفتار)
- دایره زنگی (کارگردان: پریسا بخت آور)
- وقتی همه خوابیم (کارگردان: بهرام بیضایی)
- اخراجی‌ها ۲ (کارگردان: مسعود ده نمکی)
- یک اشتباه کوچولو (کارگردان: محسن دامادی)
- سوت پایان (کارگردان: نیکی کریمی)
- اخلاقتو خوب کن (کارگردان: مسعود اطیابی)
- اینجا شهر من بود (کارگردان: تینا پاکروان)
- داستان عوضی (کارگردان: فریدون جیرانی)
- آهوی پیشونی سفید (کارگردان: سید جواد هاشمی)
- قصه عشق پدرم (کارگردان: محمدرضا ورزی)
- نگران نباش سارا (کارگردان: علیرضا امینی)
- رسوایی (کارگردان: مسعود ده نمکی)
- ساکن خانه چوبی (کارگردان: حسینعلی لیالستانی)
- چرک‌نویس (کارگردان: علی جناب)
- خانوم (کارگردان: تینا پاکروان)
- متروپل (کارگردان: مسعود کیمیایی)

## جوایز
- دیپلم افتخار بهترین عکس در بیست و هشتمین دوره جشنواره فیلم فجر برای فیلم پسر تهرانی
- کاندیدای سیمرغ بلورین بهترین عکس در بیست و نهمین دوره جشنواره فیلم فجر برای فیلم بیداری رؤیاها
- دیپلم افتخار بهترین عکس در بیست و هفتمین جشنواره بین‌المللی فیلم کودک و نوجوان برای فیلم ساکن خانه چوبی
- مورد تقدیر هیئت داوران بیست و هفتمین جشنواره بین‌المللی فیلم کودک و نوجوان برای پوستر فیلم ساکن خانه چوبی
- برنده دیپلم افتخار بهترین عکس از اولین جشنواره رسانه‌های سینمایی
- کاندیدای سیمرغ بلورین بهترین عکس در سی و پنجمین جشنواره  بین‌المللی فیلم فجر برای فیلم خفه گی (۱۳۹۵)
- کاندیدای تندیس بهترین عکس در چهاردهمین جشنواره بین‌المللی فیلم مقاومت برای فیلم ساکن خانه چوبی (۱۳۹۵)
- کاندیدای تندیس بهترین پوستر در چهاردهمین جشنواره بین‌المللی فیلم مقاومت برای فیلم ساکن خانه چوبی (۱۳۹۵)
- کاندیدای تندیس بهترین عکاس سینمای ایران در سومین جشن عکاسان سینمای ایران برای فیلم خفه گی (۱۳۹۶)
- کاندیدای تندیس بهترین عکس در سی امین جشنواره بین‌المللی فیلم فجر برای فیلم یحیی سکوت نکرد (۱۳۹۵)
- کسب عنوانِ عکاس سال سینمای ایران برای فیلم سمفونی نهم (۱۳۹۹)